# Grand Prix Formule 1 van Italië 2020
De Grand Prix Formule 1 van Italië 2020 werd gereden op 6 september 2020 op het Autodromo Nazionale Monza. Het was vanwege de coronapandemie de achtste race van het aangepaste kampioenschap.

## Vrije trainingen

### Uitslagen
- Enkel de top vijf wordt weergegeven.

| Vrije training 1 | Pos. | Nr. | Coureur          | Constructeur     | Tijd     |
| ---------------- | ---- | --- | ---------------- | ---------------- | -------- |
| Vrije training 1 | 1    | 77  | Valtteri Bottas  | Mercedes         | 1:20.703 |
| Vrije training 1 | 2    | 44  | Lewis Hamilton   | Mercedes         | 1:20.948 |
| Vrije training 1 | 3    | 23  | Alexander Albon  | Red Bull-Honda   | 1:21.500 |
| Vrije training 1 | 4    | 26  | Daniil Kvjat     | AlphaTauri-Honda | 1:21.555 |
| Vrije training 1 | 5    | 33  | Max Verstappen   | Red Bull-Honda   | 1:21.641 |
| Vrije training 2 | Pos. | Nr. | Coureur          | Constructeur     | Tijd     |
| Vrije training 2 | 1    | 44  | Lewis Hamilton   | Mercedes         | 1:20.192 |
| Vrije training 2 | 2    | 77  | Valtteri Bottas  | Mercedes         | 1:20.454 |
| Vrije training 2 | 3    | 4   | Lando Norris     | McLaren-Renault  | 1:21.089 |
| Vrije training 2 | 4    | 10  | Pierre Gasly     | AlphaTauri-Honda | 1:21.121 |
| Vrije training 2 | 5    | 33  | Max Verstappen   | Red Bull-Honda   | 1:21.228 |
| Vrije training 3 | Pos. | Nr. | Coureur          | Constructeur     | Tijd     |
| Vrije training 3 | 1    | 77  | Valtteri Bottas  | Mercedes         | 1:20.089 |
| Vrije training 3 | 2    | 55  | Carlos Sainz jr. | McLaren-Renault  | 1:20.318 |
| Vrije training 3 | 3    | 4   | Lando Norris     | McLaren-Renault  | 1:20.412 |
| Vrije training 3 | 4    | 3   | Daniel Ricciardo | Renault          | 1:20.419 |
| Vrije training 3 | 5    | 44  | Lewis Hamilton   | Mercedes         | 1:20.439 |

Testcoureur in vrije training 1: 
 Roy Nissany (Williams-Mercedes) reed in plaats van George Russell.

## Kwalificatie
| Pos.                   | Nr. | Coureur            | Constructeur              | Kwalificatietijden | Kwalificatietijden | Kwalificatietijden | Grid |
| Pos.                   | Nr. | Coureur            | Constructeur              | Q1                 | Q2                 | Q3                 | Grid |
| ---------------------- | --- | ------------------ | ------------------------- | ------------------ | ------------------ | ------------------ | ---- |
| 1                      | 44  | Lewis Hamilton     | Mercedes                  | 1:19.514           | 1:19.092           | 1:18.887           | 1    |
| 2                      | 77  | Valtteri Bottas    | Mercedes                  | 1:19.786           | 1:18.982           | 1:18.956           | 2    |
| 3                      | 55  | Carlos Sainz jr.   | McLaren-Renault           | 1:20.099           | 1:19.705           | 1:19.695           | 3    |
| 4                      | 11  | Sergio Pérez       | Racing Point-BWT Mercedes | 1:20.048           | 1:19.718           | 1:19.720           | 4    |
| 5                      | 33  | Max Verstappen     | Red Bull-Honda            | 1:20.193           | 1:19.780           | 1:19.795           | 5    |
| 6                      | 4   | Lando Norris       | McLaren-Renault           | 1:20.334           | 1:19.962           | 1:19.820           | 6    |
| 7                      | 3   | Daniel Ricciardo   | Renault                   | 1:20.548           | 1:20.031           | 1:19.864           | 7    |
| 8                      | 18  | Lance Stroll       | Racing Point-BWT Mercedes | 1:20.400           | 1:19.924           | 1:20.049           | 8    |
| 9                      | 23  | Alexander Albon    | Red Bull-Honda            | 1:21.104           | 1:20.064           | 1:20.090           | 9    |
| 10                     | 10  | Pierre Gasly       | AlphaTauri-Honda          | 1:20.145           | 1:19.909           | 1:20.177           | 10   |
| 11                     | 26  | Daniil Kvjat       | AlphaTauri-Honda          | 1:20.307           | 1:20.169           |                    | 11   |
| 12                     | 31  | Esteban Ocon       | Renault                   | 1:20.747           | 1:20.234           |                    | 12   |
| 13                     | 16  | Charles Leclerc    | Ferrari                   | 1:20.443           | 1:20.273           |                    | 13   |
| 14                     | 7   | Kimi Räikkönen     | Alfa Romeo-Ferrari        | 1:21.010           | 1:20.926           |                    | 14   |
| 15                     | 20  | Kevin Magnussen    | Haas-Ferrari              | 1:20.869           | 1:21.573           |                    | 15   |
| 16                     | 8   | Romain Grosjean    | Haas-Ferrari              | 1:21.139           |                    |                    | 16   |
| 17                     | 5   | Sebastian Vettel   | Ferrari                   | 1:21.151           |                    |                    | 17   |
| 18                     | 99  | Antonio Giovinazzi | Alfa Romeo-Ferrari        | 1:21.206           |                    |                    | 18   |
| 19                     | 63  | George Russell     | Williams-Mercedes         | 1:21.587           |                    |                    | 19   |
| 20                     | 6   | Nicholas Latifi    | Williams-Mercedes         | 1:21.717           |                    |                    | 20   |
| Q1 107% tijd: 1:25.079 |     |                    |                           |                    |                    |                    |      |

## Wedstrijd
De race kende een tumultueus verloop. Door het uitvallen van Kevin Magnussen vlak bij de ingang van de pitstraat ontstond een safety car situatie waarbij de pitstraat (virtueel) werd gesloten. Zowel Lewis Hamilton als Antonio Giovinazzi maakten toch een pitstop om banden te wisselen wat beiden een stop-and-go penalty opleverde. 
Charles Leclerc crashte kort na het opheffen van de safety car situatie, waarbij de bandenstapels zodanig beschadigd raakten dat deze gerepareerd moesten worden. De race werd hierop stilgelegd en later hervat (vanaf ronde 28) door middel van een herstart vanaf de grid. Hamilton loste gelijk zijn 10 seconden straf in door de verplichte pitstop te maken, hierdoor kwam Pierre Gasly op kop te rijden. Zijn eerste plaats werd aan het eind van de race nog wel bedreigd door de kort achter hem rijdende Carlos Sainz, maar Gasly wist zijn positie te verdedigen en behaalde zijn eerste Grand Prix-overwinning in de Formule 1.
| Pos.  | Nr. | Coureur            | Constructeur              | Rondes | Tijd / Oorzaak uitval | Grid | Punten |
| ----- | --- | ------------------ | ------------------------- | ------ | --------------------- | ---- | ------ |
| 1     | 10  | Pierre Gasly       | AlphaTauri-Honda          | 53     | 1:47:06.056           | 10   | 25     |
| 2     | 55  | Carlos Sainz jr.   | McLaren-Renault           | 53     | +0.415                | 3    | 18     |
| 3     | 18  | Lance Stroll       | Racing Point-BWT Mercedes | 53     | +3:358                | 8    | 15     |
| 4     | 4   | Lando Norris       | McLaren-Renault           | 53     | +6.000                | 6    | 12     |
| 5     | 77  | Valtteri Bottas    | Mercedes                  | 53     | +7.108                | 2    | 10     |
| 6     | 3   | Daniel Ricciardo   | Renault                   | 53     | +8.391                | 7    | 8      |
| 7     | 44  | Lewis Hamilton     | Mercedes                  | 53     | +17.245               | 1    | 7S     |
| 8     | 31  | Esteban Ocon       | Renault                   | 53     | +18.691               | 12   | 4      |
| 9     | 26  | Daniil Kvjat       | AlphaTauri-Honda          | 53     | +22.208               | 11   | 2      |
| 10    | 11  | Sergio Pérez       | Racing Point-BWT Mercedes | 53     | +23.224               | 4    | 1      |
| 11    | 6   | Nicholas Latifi    | Williams-Mercedes         | 53     | +32.876               | 20   |        |
| 12    | 8   | Romain Grosjean    | Haas-Ferrari              | 53     | +35.164               | 16   |        |
| 13    | 7   | Kimi Räikkönen     | Alfa Romeo-Ferrari        | 53     | +36.312               | 14   |        |
| 14    | 63  | George Russell     | Williams-Mercedes         | 53     | +36.593               | 19   |        |
| 15    | 23  | Alexander Albon    | Red Bull-Honda            | 53     | +37.533               | 9    |        |
| 16    | 99  | Antonio Giovinazzi | Alfa Romeo-Ferrari        | 53     | +55.199               | 18   |        |
| DNF   | 33  | Max Verstappen     | Red Bull-Honda            | 30     | Motor                 | 5    |        |
| DNF   | 16  | Charles Leclerc    | Ferrari                   | 23     | Ongeluk               | 13   |        |
| DNF   | 20  | Kevin Magnussen    | Haas-Ferrari              | 17     | Motor                 | 15   |        |
| DNF   | 5   | Sebastian Vettel   | Ferrari                   | 6      | Remmen                | 17   |        |
| Bron: |     |                    |                           |        |                       |      |        |

S Lewis Hamilton behaalde een extra punt voor het rijden van de snelste ronde.

## Tussenstanden wereldkampioenschap
Betreft tussenstanden voor het wereldkampioenschap na afloop van de race.

### Coureurs
| Pos. | Nr. | Coureur          | Constructeur              | Punten |
| ---- | --- | ---------------- | ------------------------- | ------ |
| 1    | 44  | Lewis Hamilton   | Mercedes                  | 164    |
| 2    | 77  | Valtteri Bottas  | Mercedes                  | 117    |
| 3    | 33  | Max Verstappen   | Red Bull-Honda            | 110    |
| 4    | 18  | Lance Stroll     | Racing Point-BWT Mercedes | 57     |
| 5    | 4   | Lando Norris     | McLaren-Renault           | 57     |
| 6    | 23  | Alexander Albon  | Red Bull-Honda            | 48     |
| 7    | 16  | Charles Leclerc  | Ferrari                   | 45     |
| 8    | 10  | Pierre Gasly     | AlphaTauri-Honda          | 43     |
| 9    | 55  | Carlos Sainz jr. | McLaren-Renault           | 41     |
| 10   | 3   | Daniel Ricciardo | Renault                   | 41     |

### Constructeurs
| Pos. | Constructeur              | Punten  |
| ---- | ------------------------- | ------- |
| 1    | Mercedes                  | 281     |
| 2    | Red Bull-Honda            | 158     |
| 3    | McLaren-Renault           | 98      |
| 4    | Racing Point-BWT Mercedes | 82 (97) |
| 5    | Renault                   | 71      |
| 6    | Ferrari                   | 61      |
| 7    | AlphaTauri-Honda          | 47      |
| 8    | Alfa Romeo-Ferrari        | 2       |
| 9    | Haas-Ferrari              | 1       |
| 10   | Williams-Mercedes         | 0       |